# Atie Voorbij
Aartje Johanna (Atie) Dorresteijn-Voorbij (Hilversum, 20 september 1940 – 3 maart 2024) was een Nederlands zwemster die gespecialiseerd was in de vlinderslag.

## Biografie
Voorbij zwom begin april 1955 (op veertienjarige leeftijd) een wereldrecord op de 100 yards vlinderslag (1.07,6), een record wat drie minuten later werd verbroken door de eveneens veertienjarige zwemster Mary Kok met een tijd van 1.06,1. Voorbij zat destijds in de derde klas van de huishoudschool. Ze verbeterde in juli 1955 samen met Jopie van Alphen, Rika Bruins en Hetty Balkenende het wereldrecord op de 4x100 meter wisselslag met een tijd van 5.00,1. Tot en met 1958 maakte ze nog driemaal deel uit van de recordploeg op die afstand. Voorbij verbeterde daarnaast tussen 1955 en 1957 zes keer vrijwel onafgebroken - alleen de Amerikaanse zwemster Shelley Mann kwam er een keer tussendoor - nog individueel het wereldrecord op de 100 meter vlinderslag.
Nederland boycotte de Olympische Zomerspelen 1956 en zodoende nam Voorbij, hoewel wel geselecteerd, niet deel aan de wedstrijden in het Australische Melbourne. Ze won tijdens de Europese kampioenschappen zwemmen 1958 een zilveren medaille op de 100 meter vlinderslag en een gouden medaille op de 4x100 meter wisselslag (samen met Ada den Haan, Cocky Gastelaars en Lenie de Nijs). In 1960 nam Voorbij deel aan de Olympische Zomerspelen in Rome. Daar kwam ze niet verder dan een vijfde plaats op de 100 meter vlinderslag met een tijd van 1.13,3.
Voorbij overleed op 3 maart 2024 op 83-jarige leeftijd.

## Erelijst
- Europese kampioenschappen zwemmen 1958 - 100 meter vlinderslag (1.12,2)
- Europese kampioenschappen zwemmen 1958 - 4x100 meter wisselslag (4.52,9)

## Trivia
- Voorbij's trainer was de succesvolle zwemcoach Jan Stender (1906-1989).[7]
- Haar moeder overleed in 1957 aan een hersenbloeding. Ze werd onwel terwijl ze haar dochter tijdens een wedstrijd volgde in een motorsloep.[8]